# Zmarli w roku 1951
Lista osób zmarłych w 1951:

## styczeń 1951
- 10 stycznia – Sinclair Lewis, pisarz amerykański (ur. 1885)
- 27 stycznia – Carl Gustaf Mannerheim generał i prezydent Finlandii w latach 1944–1946 (ur. 1867)
- 28 stycznia – Henryk Raabe, zoolog, działacz społeczny i polityk (ur. 1882)
- 30 stycznia – Ferdinand Porsche, niemiecki konstruktor samochodowy (ur. 1875)

## luty 1951
- 8 lutego – Zygmunt Szendzielarz, ps. „Łupaszko”, dowódca 5 Wileńskiej Brygady AK (tzw. Brygady Śmierci) (ur. 1910)
- 9 lutego – Jan Leonowicz, polski chorąży, uczestnik podziemia antykomunistycznego (ur. 1912)
- 19 lutego
  - André Gide, francuski prozaik, laureat Nagrody Nobla (ur. 1869)
  - Hugo Sällström, szwedzki żeglarz, medalista olimpijski (ur. 1870)
- 21 lutego – Katarzyna Kobro, polska rzeźbiarka (ur. 1898)

## marzec 1951
- 12 marca – Czesław Kuryatto, polski artysta malarz (ur. 1902)
- 15 marca – Artemide Zatti, włoski salezjanin, święty katolicki (ur. 1880)
- 16 marca – Janusz Jędrzejewicz, polski polityk, premier, członek obozu piłsudczykowskiego (ur. 1885)
- 17 marca – Karol Olbracht Austriacki, arcyksiążę austriacki, właściciel dóbr żywieckich, pułkownik Wojska Polskiego (ur. 1888)
- 22 marca – Tadeusz Piskor, polski generał, dowódca Armii „Lublin” w kampanii wrześniowej (ur. 1889)

## kwiecień 1951
- 6 kwietnia – Elias Corneliussen, norweski admirał (ur. 1881)
- 13/14 kwietnia – Mieczysław Dziemieszkiewicz, uczestnik polskiego niepodległościowego podziemia antykomunistycznego (ur. 1925)
- 14 kwietnia – Ernest Bevin, brytyjski polityk, działacz związków zawodowych (ur. 1881)
- 18 kwietnia – António Óscar de Fragoso Carmona, dyktator Portugalii (ur. 1869)
- 29 kwietnia – Ludwig Wittgenstein, austriacki filozof (ur. 1889)

## maj 1951
- 1 maja – Klemens Szeptycki, duchowny greckokatolicki, studyta, męczennik, błogosławiony katolicki (ur. 1869)
- 5 maja – Juliusz Bonati, albański jezuita, męczennik, błogosławiony katolicki (ur. 1874)
- 6 maja – Józef Dreyza, polski działacz społeczny i narodowy na Górnym Śląsku, powstaniec śląski (ur. 1863)
- 19 maja – Dawid Remez (hebr.: דוד רמז), izraelski polityk (ur. 1886)
- 25 maja – Mykoła Cehelski, duchowny greckokatolicki, męczennik, błogosławiony katolicki (ur. 1896)
- 30 maja – Hermann Broch, austriacki pisarz (ur. 1886)

## czerwiec 1951
- 4 czerwca – Siergiej Kusewicki, dyrygent pochodzenia rosyjskiego, długoletni dyrektor Bostońskiej Orkiestry Symfonicznej (ur. 1874)
- 19 czerwca – Bertel Juslén, fiński żeglarz, olimpijczyk (ur. 1880)
- 28 czerwca – Maria Pia Mastena, włoska zakonnica, błogosławiona katolicka (ur. 1881)

## lipiec 1951
- 2 lipca – Ferdinand Sauerbruch, niemiecki chirurg, pionier torakochirurgii (ur. 1875)
- 3 lipca:
  - Tadeusz Borowski, poeta polski, zginął śmiercią samobójczą (ur. 1922)
  - Maksymilian Wilimowski, polski lekarz chirurg, doktor medycyny, działacz narodowy (ur. 1886)
- 13 lipca – Arnold Schönberg, austriacki kompozytor (ur. 1874)
- 23 lipca
  - Philippe Pétain, francuski polityk, marszałek (ur. 1856)
  - Adam Stefan Sapieha, książę, arcybiskup, metropolita krakowski (ur. 1867)
  - Robert J. Flaherty, amerykański podróżnik, kartograf, reżyser i operator filmowy (ur. 1884)

## sierpień 1951
- 7 sierpnia – Anna Tumarkin, rosyjska filozofka żydowskiego pochodzenia, pierwsza kobieta w Europie z prawem nadzoru i egzaminowania doktorantów (ur. 1875)
- 9 sierpnia – Charles McMurtrie, australijski rugbysta, medalista olimpijski (ur. 1878)
- 30 sierpnia – Jadwiga Wołoszyńska, polska uczona, biolożka, specjalistka w zakresie fykologii i hydrobiologii (ur. 1882)

## wrzesień 1951
- 14 września – Fritz Busch, niemiecki dyrygent, współzałożyciel oraz pierwszy dyrektor festiwalu w Glyndebourne (ur. 1890)

## październik 1951
- 6 października – Otto Meyerhof, niemiecki biochemik, odkrywca zależności występujących między zużyciem tlenu a wytwarzaniem kwasu mlekowego w mięśniach, za co został uhonorowany Nagrodą Nobla w 1922 (ur. 1884)
- 18 października – James Davey, brytyjski rugbysta, medalista olimpijski (ur. 1880)
- 21 października – Adolf Kamiński, polski taternik, profesor gimnazjalny (ur. 1878)
- 29 października – Robert Grant Aitken, amerykański astronom (ur. 1864)

## listopad 1951
- 9 listopada – Luigi Beltrame Quattrocchi, włoski działacz katolicki, błogosławiony, jako pierwszy w historii wyniesiony na ołtarze wspólnie z małżonką (ur. 1880)
- 20 listopada – Ignacy Król, polski taternik, turysta, narciarz, pedagog i przyrodnik (ur. 1874)

## grudzień 1951
- 12 grudnia – Oskar Blümm, niemiecki generalleutnant, uczestnik II wojny światowej (ur. 1884)
- 18 grudnia – Clayton J. Woodworth, amerykański działacz religijny, członek zarządu Towarzystwa Strażnica Świadków Jehowy (ur. 1870)
- 25 grudnia – Filip Ericsson, szwedzki żeglarz, medalista olimpijski (ur. 1882)
- data dzienna nieznana:
  - Osyp Kuryłas, ukraiński malarz, grafik (ur. 1870)